# Паланди
Паланди (ест. Palandõ), також Паланде, Паланду, Паланте — село в Естонії, входить до складу волості Меремяе, повіту Вирумаа.